# Antsakoamanondro
Antsakoamanondro är en ort i Madagaskar. Den ligger i den norra delen av landet, 600 km norr om huvudstaden Antananarivo. Antsakoamanondro ligger 11 meter över havet och antalet invånare är 5 622.
Terrängen runt Antsakoamanondro är kuperad åt sydost, men åt nordväst är den platt. Runt Antsakoamanondro är det glesbefolkat, med 17 invånare per kvadratkilometer. Närmaste större samhälle är Ambanja, 7,7 km sydväst om Antsakoamanondro. I omgivningarna runt Antsakoamanondro växer huvudsakligen savannskog.